# Louise Aston
Louise Aston, o Luise Aston (26 de novembre de 1814 - 21 de desembre de 1871), va ser una autora i protofeminista alemanya que va defensar els drets de les dones i era coneguda per vestir-se amb vestimenta masculina. Va ser advocada de la democràcia i l'amor lliure i la sexualitat.

## Biografia
Louise Aston era la filla del teòleg Johann Gottfried Hoche. Es va casar amb Samuel Aston, un propietari ric d'una fàbrica i d'ascendència anglesa, el 1835. Més tard va dir que el seu pare l'havia obligat a casar-se. La parella va viure a Magdeburg, la qual cosa va causar escàndol en la societat local. En l'any 1839 es va divorciara Berlín. Però, es tornaren a casar i a divorciar una segona vegada en 1844. Després del segon divorci, va viure a Berlín amb el poeta Rudolf Gottschall i va fer amistat amb Otto von Corvin i Max Stirner.
Era atea, demòcrata i republicana, i va criticar el matrimoni. Defensava l'amor fora del matrimoni: com que la dona sovint es veia obligada a casar-se per diners i depenia econòmicament del seu marit, era difícil casar-se per amor i mantenir-lo en un matrimoni. Veia aquest tipus de matrimoni concertat com una forma de prostitució. El moviment feminista contemporani tenia una opinió similar, però considerava perillós exposar-les per por de considerar-se immoral.
Per això, tant el moviment feminista com la societat conservadora van criticar tant Aston, ja que aquesta defensava el dret a tindre relacions sexuals fora del matrimoni.
La premsa la va anomenar prostituta, agent de matrimoni sense vergonya i seductora. Va ser desterrada de Berlín el 1846, perquè la policia considerava el seu estil de vida una amenaça de l'ordre convencional. En 1848, va participar en l'ona revolucionària a Alemanya. Va servir en Freikorps a Schleswig durant la guerra.
Va formar part del moviment de la democràcia de forma activa. Va començar un document, que el censuraren les autoritats. Va ser desterrada de nou, però va tornar amb un passaport fals. En 1850, es va casar amb el doctor Eduard Meier, i es van traslladar a Bremen, on foren assetjats per les autoritats per ser "radicals perillosos"